# Ralph Tresvant

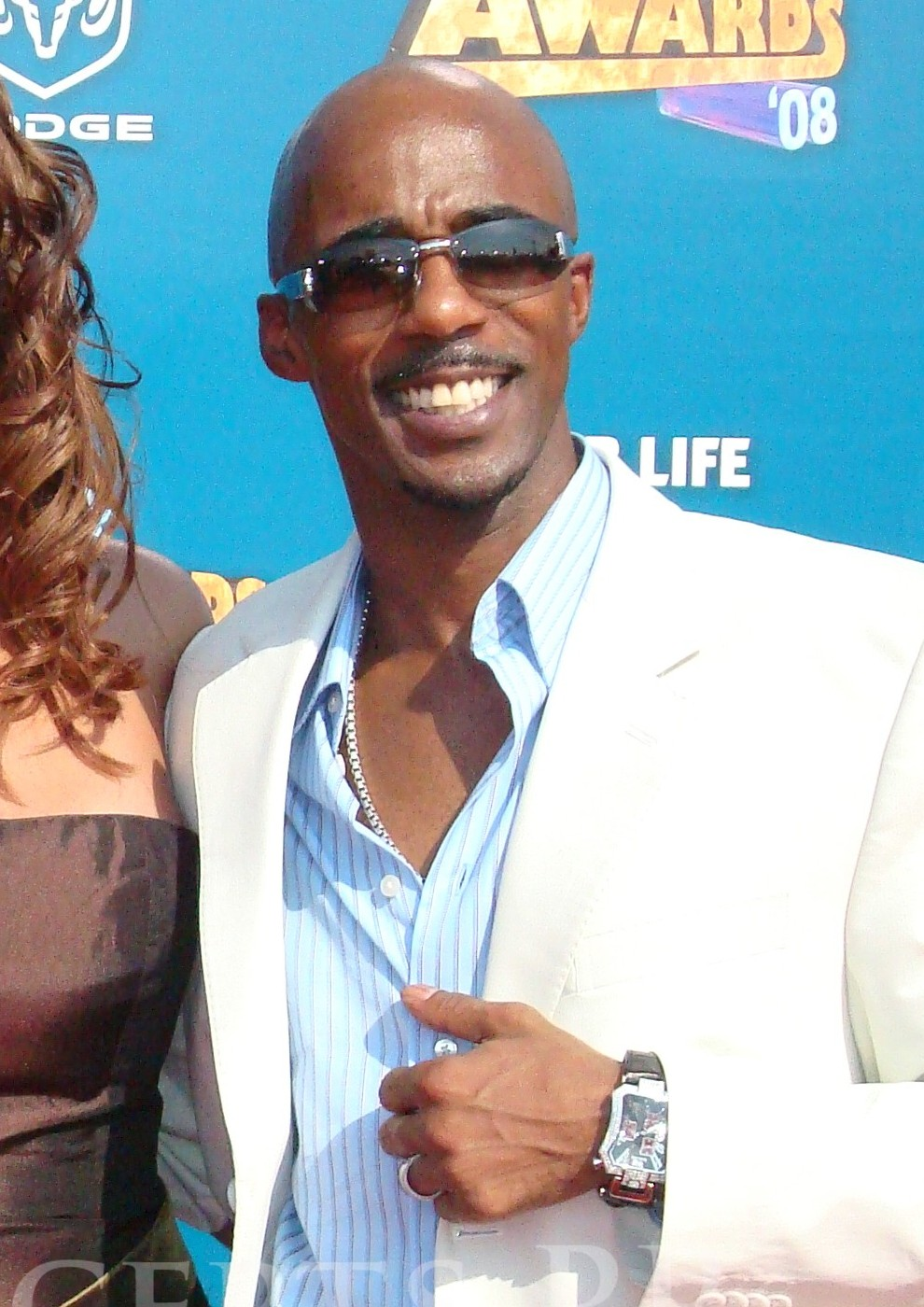
Ralph Tresvant

Ralph Tresvant (eigentlich Ralph Edward Tresvant, Jr., * 16. Mai 1968 in Roxbury, Massachusetts) ist ein US-amerikanischer R&B-, Soul- und Popsänger sowie Rapper.

## Biografie
Zunächst erlangte Tresvant mit der Gruppe New Edition, deren Mitglied er zwischen 1981 und 1989 war und zu der auch Bobby Brown gehörte, Bekanntheit. Er ist das letzte Bandmitglied, das als Solokünstler in Erscheinung trat. Anfang der 1990er Jahre hatte er hauptsächlich in den USA Erfolg. Sein größter Solohit hieß Sensitivity und stieg Ende 1990 bis auf Platz 4 der US-Charts und Anfang 1991 auf Platz 18 in England.
Das Album Ralph Tresvant kletterte Ende des Jahres 1990 auf Platz 17 der US-Album-Charts. Im Februar 1991 konnte sich der Longplayer auch im Vereinigten Königreich in den Charts platzieren, zeitgleich stieg die Single Stone Cold Gentleman auf Platz 34 in den USA. Mit Money Can’t Buy You Love hatte Tresvant 1992 zum letzten Mal eine Solosingle in den Billboard-Charts. Als Gastrapper war er neben Luther Vandross und Janet Jackson auf der Single The Best Things in Life Are Free zu hören, die 1992 ein weltweiter Hit wurde.
Das 1994er Album It’s Goin Down erreichte zwar eine Hitparadennotierung in den Vereinigten Staaten, kam allerdings nicht über Platz 131 hinaus. Heute ist Tresvant wieder Mitglied bei New Edition. Die Gruppe hatte sich 2005 erneut zusammengefunden.

## Diskografie

### Alben
| Jahr | Titel          | Höchstplatzierung, Gesamtwochen, AuszeichnungChartplatzierungen (Jahr, Titel, Platzierungen, Wochen, Auszeichnungen, Anmerkungen) | Höchstplatzierung, Gesamtwochen, AuszeichnungChartplatzierungen (Jahr, Titel, Platzierungen, Wochen, Auszeichnungen, Anmerkungen) | Höchstplatzierung, Gesamtwochen, AuszeichnungChartplatzierungen (Jahr, Titel, Platzierungen, Wochen, Auszeichnungen, Anmerkungen) | Höchstplatzierung, Gesamtwochen, AuszeichnungChartplatzierungen (Jahr, Titel, Platzierungen, Wochen, Auszeichnungen, Anmerkungen) | Anmerkungen |
| Jahr | Titel          | DE | CH | UK | US | Anmerkungen |
| ---- | -------------- | --- | --- | --- | --- | ----------- |
| 1991 | Ralph Tresvant | — | — | UK37 (3 Wo.)UK | US17 Platin · (37 Wo.)US |             |
| 1992 | It’s Goin Down | — | — | — | US131 (6 Wo.)US |             |

Weitere Alben
- 1996: New Edition Solo Hits (mit Bobby Brown und Bell Biv Devoe) (Kompilation)
- 2006: Rizz Wa Faire

### Singles
| Jahr | Titel Album                      | Höchstplatzierung, Gesamtwochen, AuszeichnungChartplatzierungen (Jahr, Titel, Album, Platzierungen, Wochen, Auszeichnungen, Anmerkungen) | Höchstplatzierung, Gesamtwochen, AuszeichnungChartplatzierungen (Jahr, Titel, Album, Platzierungen, Wochen, Auszeichnungen, Anmerkungen) | Höchstplatzierung, Gesamtwochen, AuszeichnungChartplatzierungen (Jahr, Titel, Album, Platzierungen, Wochen, Auszeichnungen, Anmerkungen) | Höchstplatzierung, Gesamtwochen, AuszeichnungChartplatzierungen (Jahr, Titel, Album, Platzierungen, Wochen, Auszeichnungen, Anmerkungen) | Anmerkungen                           |
| Jahr | Titel Album                      | DE | CH | UK | US | Anmerkungen                           |
| ---- | -------------------------------- | --- | --- | --- | --- | ------------------------------------- |
| 1990 | Sensitivity                      | DE63 (9 Wo.)DE | — | UK18 (8 Wo.)UK | US4 Gold · (20 Wo.)US |                                       |
| 1991 | Stone Cold Gentleman             | — | — | UK78 (2 Wo.)UK | US34 (11 Wo.)US |                                       |
| 1992 | The Best Things in Life Are Free | DE8 (23 Wo.)DE | CH32 (7 Wo.)CH | UK2 (25 Wo.)UK | US10 (20 Wo.)US | mit Luther Vandross und Janet Jackson |
| 1992 | Money Can’t Buy You Love         | — | — | — | US54 (12 Wo.)US |                                       |

Weitere Singles
- 1990: Do What I Gotta Do
- 1991: Yo, Baby, Yo!
- 1991: Rated R
- 1993: Who’s the Mack
- 1994: When I Need Somebody

Gastbeiträge
- 2015: Old Thing Back (UK: Gold, US: Platin)